# Barani
 Barani là một tổng Kossi (tỉnh) ở phía tây Burkina Faso. Thủ phủ là thị xã Barani. Theo điều tra dân số năm 1996, tổng này có tổng dân số 49.144 người .
Tổng Barani giáp huyện Mali về phía bắc. Thủ phủ Barani được biết đến với lễ hội ngựa hàng năm .

## Các thị xã và làng xã
- Barani	(4 804 dân) (thủ phủ)
- Babakuy	(1 094 dân)
- Bangassi-Koro	(420 dân)
- Bangassi Kourou	(4 804 dân)
- Berma	(1 450 dân)
- Bogo	(327 dân)
- Boulé	(491 dân)
- Boulemporo	(1 397 dân)
- Cissé	(918 dân)
- Diamahoun	(1 348 dân)
- Djallo	(510 dân)
- Dienwely	(534 dân)
- Douré	(413 dân)
- Illa	(1 633 dân)
- Kamandadougou	(1 068 dân)
- Karekuy	(1 003 dân)
- Kessekuy	(1 053 dân)
- Kinseré	(1 334 dân)
- Kolonkan Goure Ba	(616 dân)
- Kolonkan Goure Diall	(1 293 dân)
- Konkoro	(594 dân)
- Koroni	(762 dân)
- Koubé	(575 dân)
- Koulerou	(1 978 dân)
- Manekuy	(576 dân)
- Mantamou	(1 086 dân)
- Medougou	(1 766 dân)
- Nabasso	(881 dân)
- Niako	(479 dân)
- Niemini-Peulh	(137 dân)
- Gnimanou	(2 176 dân)
- Ouemboye	(382 dân)
- Oueressé	(1 384 dân)
- Pampakuy	(559 dân)
- Sekuy	(576 dân)
- Sekuy-Ira	(62 dân)
- Sokoura	(2 280 dân)
- Soudogo	(670 dân)
- Tira	(779 dân)
- Torokoto	(2 991 dân)
- Waribèrè	(961 dân)
- Yalankoro	(980 dân)